# Коложо
Коложо или Коложе, Коложа, Рясинское — озеро в Глубоковской волости Опочецкого района Псковской области.
Площадь — 1,4 км² (140,0 га). Максимальная глубина — 10,0 м, средняя глубина — 3,0 м.
На берегу озера расположена деревня Мызгайлово, южнее — деревня Рясино.
Проточное. Относится к бассейну реки Изгожка, притока реки Кудка, притока реки Великой.
Тип озера плотвично-окуневый. Массовые виды рыб: щука, плотва, окунь, лещ, густера, красноперка, караси серебряный и золотой, ерш, линь, вьюн, карп; широкопалый рак (единично).
Для озера характерны: илисто-песчаное дно, камни; обрабатывалось ихтиоцидом.